# 泰國棘鰍
泰國棘鰍（學名：A. pictilis），為輻鰭魚綱鯉形目條鳅科的其中一個種，分布亞洲緬甸阿塔蘭盆地(Ataran)至泰國湄公河流域，本魚體延長呈圓柱狀，眼大，口亞下位，具觸鬚3對，體側有深褐色的三角形馬鞍形斑紋，身體前端傾斜，幾乎垂直於尾巴，體中間的馬鞍顏色較淺，較大的魚有成對的鞍形標記，棲息在溪流底層水域，生活習性不明。

## 扩展阅读
維基物種上的相關：泰國棘鰍